# وليم تشارلز كول كليبورن

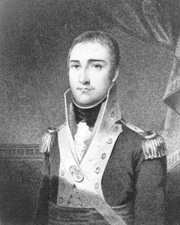
وليم تشارلز كول كليبورن

وليم تشارلز كول كليبورن (بالإنجليزية William Charles Cole Claiborne) وهو سياسي أمريكي ينتمي إلى الحزب الديمقراطي - الجمهوري ولد وليم تشارلز كول كليبورن في من سنة 1775 في مقاطعة ساسكس بولاية فيرجينيا الأمريكية يدأ كليبورن حياته السياسية في سنة 1794 كمحامي في ولاية تينيسي حيث شغل وليم تشارلز كول كليبورن قاضيا في المحكمة العليا في ولاية تينيسي ما بين عامي 1796 إلى عام 1797. خدم كليبورن في مجلس النواب الأمريكي ما بين عامي 1797 إلى عام 1801 ممثلا عن ولاية تينيسي. شغل كليبورن منصب حاكم على إقليم المسيسيبي في 25 أيار - مايو من عام 1801 كما شغل منصب حاكم على إقليم أورليانز(حاليا ولاية لويزيانا) في 20 كانون الأول - ديسمبر من سنة 1803 وقد شغل وليم تشارلز كول كليبورن منصب حاكم على إقليم المسيسيبي إلى 1 أذار - مارس من عام 1805 استمر كليبورن في منصبه كحاكم لإقليم أورليانز (ولاية لويزيانا) إلى أن انضمت إقليم أورليانز إلى الأتحاد الأمريكي في 30 نيسان - ابريل من سنة 1812 وبات يعرف اسمها بولاية لويزيانا عقب انضمامها إلى الأتحاد. أصبح وليم تشارلز كول كليبورن أول حاكم على ولاية لويزيانا بعد انضمامها إلى الاتحاد في 30 نيسان من سنة 1812 وفد شغل كليبورن منصب حاكم على ولاية لويزيانا إلى 16 كانون الاول - ديسمبر من سنة 1816. خدم وليم تشارلز كول كليبورن في مجلس الشيوخ الأمريكي ما بين 4 أذار من سنة 1817 إلى وفاته في 23 تشرين الثاني - نوفمبر من نفس السنة في ولاية لويزيانا.